# خانواده لوپتون
خانواده لوپتون در یورکشایر در دوره تودور از طریق شهرت راجر لوپتون، استاد کالج ایتون و کشیش هنری هفتم و هنری هشتم، در محافل کلیسایی و دانشگاهی در انگلستان به شهرت رسیدند. در دوران گرجستان، این خانواده به عنوان تاجر و وزیر در لیدز تأسیس شد. که در بایگانی شهر به‌عنوان «آقایان زمین‌دار، یک سلسله سیاسی و تجاری» توصیف می‌شوند، و تولیدکنندگان موفق پارچه‌های پشمی تبدیل شده بودند که در طول انقلاب صنعتی شکوفا شدند و در سراسر اروپای شمالی، آمریکا و استرالیا تجارت کردند.
اعضای خانواده تا قرن بیستم به زندگی سیاسی بریتانیا و زندگی مدنی لیدز کمک کردند. تعدادی از اعضا به خوبی با خانواده سلطنتی بریتانیا آشنایی داشتند و بشردوست بودند. برخی از شهرداران لیدز و نمایندگان مجلس بودند و در دیدگاه‌های خود مترقی بودند. آنها با کلیسای انگلستان و کلیسای وحدت گرا مرتبط بودند. اقامتگاه‌های لوپتون دانشگاه لیدز به نام اعضای خانواده نامگذاری شده‌اند.